# Anapis castilla
Anapis castilla är en spindelart som beskrevs av Norman I. Platnick och Mohammad U. Shadab 1978. Anapis castilla ingår i släktet Anapis och familjen Anapidae. Inga underarter finns listade i Catalogue of Life.